# بوبي-جو تايلور
بوبي-جو تايلور (بالإنجليزية: Bobby-Joe Taylor)‏ هو لاعب كرة قدم بريطاني في مركز الوسط، ولد في 4 فبراير 1995 في أشفورد في المملكة المتحدة. لعب مع كامبريدج يونايتد.

## وصلات خارجية
- بوبي-جو تايلور على موقع قاعدة بيانات كرة القدم.إي يو (الإنجليزية)
- بوبي-جو تايلور على موقع Soccerbase.com (لاعب) (الإنجليزية)
- بوبي-جو تايلور على موقع Soccerway.com (الإنجليزية)